# Lycostomus porphyrophorus
Lycostomus porphyrophorus là một loài bọ cánh cứng trong họ Lycidae. Loài này được Solsky miêu tả khoa học năm 1871.